# Миленький ти мій...
«Миленький ти мій» — радянський художній фільм 1991 року, знятий режисером Тимуром Золоєвим.

## Сюжет
Спроби сорокарічного актора Олександра Нікітіна, який спився, повернутися до творчого життя зазнають невдачі. Від Олександра пішла дружина, але з'явилися «друзі» для вічного запою та похмілля. І в цьому його дивному житті з'являється ангел-рятівник в образі милої театралки з провінції — Жені Сундукової. Наполегливість, м'який гумор, провінційна прямолінійність та жіноча чарівність Жені повертають Олександра до колишнього життя.

## У ролях
- Юрій Шликов — Олександр Іванович Нікітін
- Лідія Єжевська — Женя Сундукова
- Володимир Антонов — роль другого плану
- Євген Паперний — Опанас Борисович, режисер
- Людмила Лобза — роль другого плану
- Ніна Шаролапова — Софія Миколаївна, сусідка Нікітіна
- Володимир Волков — Дмитро Наливайчук
- Марина Старих — Кіра
- Михайло Резніченко — роль другого плану
- Борис Романов — епізод

## Знімальна група
- Режисер — Тимур Золоєв
- Сценарист — Михайло Ворфоломєєв
- Оператор — Віталій Зимовець
- Художник — Олександр Шеремет